# Buchnera usuiensis
Buchnera usuiensis är en snyltrotsväxtart som beskrevs av Oliver. Buchnera usuiensis ingår i släktet Buchnera och familjen snyltrotsväxter. Inga underarter finns listade i Catalogue of Life.